# Гаспар де Родас
Га́спар де Ро́дас (исп. Gaspar de Rodas; 1518—1607) — конкистадор, родом из Эстремадуры. Известен в историографии Колумбии как второй губернатор земель, в наши дни являющихся территорией департаментов Антиохия, Кальдас, Кинди́о и Рисаральда (входят в состав региона Паи́са). Первым губернатором этих земель был Андре́с де Вальдивия.
Этот конкистадор сыграл большую роль в истории Антиохии, особенно в её западных и северных регионах.

## Биография
Гаспар де Родас Карвахаль родился в Трухильо (Ка́серес) в Испании в 1518 году, его родителями были Флоренсио де Родас и Гиомар Коэльо. Он умер в 1607 году в городе Санта-Фе-де-Антиохия, столице провинции Антиохия, будучи её губернатором.
Прибыл в Америку в 1539 году в составе экспедиции Паскуаля де Андагойя, губернатора города Сан-Хуан, на территории современной Колумбии. Здесь, главным образом в Антиохии, и прошла практически вся его жизнь, сначала в качестве заместителя губернатора, генерал-капитана и, затем, губернатора провинции Антиохия, вплоть до его смерти.
В 1540 году он прибыл в Кито и, на следующий год после недолгого пребывания в этом городе, проследовал в провинцию Попая́н вместе с Себастьяом де Белалька́саром, чтобы приступить к переносу города Санта-Фе-де-Антиохия на новое место. Но этот замысел не осуществился: начав свою миссию, Родас был арестован войсками губернатора города Картахена-де-Индиас.
Будучи заключённым под стражу в Картахене, Родас встретился с маршалом Хорхе Робледо, который спустя некоторое время освободил его и сопроводил в Санта-Фе-де-Антиохия. Там Гаспар де Родас провел несколько лет в заботах о своих энкомьендас (индейские сёла, пожалованные конкистадору) и занимался закладкой новых поселений вплоть до 1546 года, когда был казнён Хорхе Робледо.
В это же время Гаспар де Родас получил от губернатора провинции Попаян должность генерал-капитана.
Он мирно скончался в Санта-Фе-де-Антиохия в июле 1607 года, завершив свой насыщенный событиями жизненный путь.

## Дуэль
Гаспар де Родас был одной из наиболее значимых фигур Антиохии и из-за своего высокого положения имел врагов. В начале 1562 года, по причине какого-то тёмного дела, подробности которого неизвестны, Гаспар де Родас убил на дуэли Франсиско Морено де Леона. За убийство его приговорили к ссылке. В 1569 году губернатор провинции Попая́н Альваро де Мендоса Карвахаль отменил наказание, Гаспар де Родас вернулся к общественной жизни Антиохии и занимал должность рехидора (в XVI — начале XIX веков выборный член органов городского самоуправления в испанских колониальных владениях в Америке).

## Регион Итуанго
Местность Итуа́нго ранее уже посещалась первыми испанскими конкистадорами, которые прибыли в Новое Королевство Гранада. В 1537 году территория была исследована Франсиско Сезаром и в следующем году Хуаном де Вадильо. Оба они отправились из Сан-Себастья́н-де-Ураба́ (вблизи нынешнего муниципалитета Некокли́), поднялись по реке Сину́ до её истока и углубились в регион Итуа́нго.
Но тогда так и не удалось покорить коренные народности кати́а и нута́бе. Усмирять и обращать в христианство их начали только с 1566 года. Немного спустя Итуа́нго достигли Гаспар де Родас и Андрес де Вальдивия, которые и вершили историю завоевания этого региона.

## Война с индейцами
В 1568 году Гаспар де Родас получил приказ испанских властей основать новый город, а заодно укротить и подчинить себе самые воинственные племена, сопротивлявшиеся завоеванию этой части Антиохии. Выполняя приказ, Гаспар де Родас, находящийся в Санта-Фе-де-Антиохия, сделал официальное заявление об основании «Сан-Хуан-де-Ро́дас», пытаясь таким образом увековечить свою фамилию в тех местах.
6 января 1570 года отряд из 100 пехотинцев и 300 конных воинов с 700 слугами-индейцами, 400 коровами, 500 свиньями и овцами вошёл в долину Нориско. По пути группа подвергалась нападению местных жителей вплоть до прибытия в район Итуанго. Здесь 10 сентября 1571 года началось основание города Сан-Хуан-де-Ро́дас. Однако, несмотря на упорную работу, проект так и не стал реальностью из-за жестокого сопротивления индейцев кати́ос, которые, при последующих нападениях, разрушили все ранее возведённые здания.

## Отстранение от должности
После этой неудачной попытки Родас вернулся в Антиохию и столкнулся с другой новостью: за время своего отсутствия он был отстранён от должности Андресом де Вальдивия, который был назначен губернатором и вёл подготовку к созданию города Убеда, чтобы увековечить на землях Новой Гранады имя своего родного испанского города. Однако со временем изменилось и место поселения, и его название: в настоящее время город носит название Вальдивия.
Дон Гаспар вернулся к заботам о своих энкомьендас и спокойной жизни в Антиохии, но новые события опять повлияли на его жизнь. В 1574 году губернатор Андрес де Вальдивия приказал подвергнуть жестоким наказаниям местных жителей и во время восстания был убит индейскими племенами, возле поселения Олайя, в месте, известном как «ла Матанса» (исп. la Matanza — бойня, резня, кровавая расправа).

## Деятельность как губернатора и основателя городов
Соревнуясь со своим земляком Франсиско де Ка́сересом (своим родственником), который основал на территории современной Венесуэлы город Ла Грита (исп. La Grita) и ещё несколько поселений, Гаспар де Родас тоже взялся за дело и возвёл ряд городов, существующих и по сей день. В 1576 году, после смерти Вальдивия, Королевская Аудиенсия Санта-Фе-де-Богота́ присвоила Гаспару звание губернатора Антиохии. И первой его миссией стало покарать племена, причастные к убийству Вальдивия.
После покарания в том же 1576 году, Гаспар де Родас основал город Ка́серес и снова вернулся в Антиохию. Во время следующей миссии он взялся за умиротворение индейцев гуальес, которые ежедневно совершали нападения на испанских энкомьендеро в провинции Мареки́та. По окончании этой миссии во время возвращения в Антиохию он вступил в бой с местными племенами, которые готовили против него заговор.
В 1581 году он снова отправился исследовать границы своих владений, чтобы заставить подчиниться племена, обосновавшиеся в долине Абурра́, так как планировал заложить в тех местах новый город. После выбора подходящего места 14 сентября 1581 года он основал город Сараго́са-де-Лас-Пальмас. Этот город существует и поныне.

## Последние годы жизни
Ему понравилось Новая Гранада, которая предоставила ему географические и человеческие ресурсы, чтобы он смог доказать своему поколению на деле свою искреннюю признательность за возможности, которые дало ему Новое Королевство Гранада — реализацию своих мечтаний об основании новых городов. И в будущем Гаспар де Родас останется для Колумбии прототипом человека передовых взглядов и неутомимым бойцом.
Говорят, что в старости он рассказывал о своих лишениях и приключениях, произошедших с ним в затерянных уголках Итуанго, о горах тех мест, которые считал самыми крутыми из известных ему гор. А также рассказывал о коренных народах туа́нгос, которые были самыми отважными воинами времен испанской конкисты.
Как правителю ему было отпущено два срока, то есть он должен был назначить себе преемника. И полагал, что должность наследует его зять Бартоломе́ де Аларко́н, чьё назначение было подтверждено указом короля 2 февраля 1597 года. В 1607 году Гаспар де Родас, человек, участвовавший во множестве баталий и сумевший избежать смертельных опасностей, мирно скончался в окружении своих близких в Санта-Фе-де-Антиохия, на земле, которую он любил и которая служила ему опорой на протяжении всей его жизни. Несмотря на эту любовь, в нём всегда жило разочарование несбывшейся мечты, что он так и не смог создать город, который носил бы его имя — Сан-Хуан-де-Родас.